# 泉甲二
泉 甲二（いずみ こうじ、1894年8月31日 - 1980年11月10日）は、日本の歌人、美術評論家。本名は山田 邦祐。

## 経歴
福岡県福岡市田島に生まれる。1915年福岡県立中学修猷館を経て、1920年早稲田大学文学部英文科を卒業し、研究社に入社。在学中の1917年から北原白秋に師事している。
戦後、「婦人画報」編集局に移り、1935年白秋の歌誌「多磨」創刊に参加、のち編集に従事。1953年に同誌が終刊後、中村正爾の歌誌「中央線」創刊に参加。
本名名義で美術書も出版した。

## 著書・編著
- 美術書「世界名画巡礼」 研究社、1941年
- 歌集「白き秋」 研究社、1947年
- 編著「名歌鑑賞二十人集」東京社、1947年
- 美術書「世界名画物語」 研究社、1949年